# ولسوالی نوبهار
نوبهار یکی از ولسوالی‌های ولایت زابل در جنوب خاوری افغانستان است. جمعیت آن در سال ۲۰۰۶ میلادی، ۲۱۱۴۴ نفر اعلام شده‌است.